# Baie des Esquimaux
Baie des Esquimaux är en vik i Kanada.   Den ligger i provinsen Québec, i den östra delen av landet, 1 500 km öster om huvudstaden Ottawa.
Trakten runt Baie des Esquimaux består i huvudsak av gräsmarker. Trakten runt Baie des Esquimaux är nära nog obefolkad, med mindre än två invånare per kvadratkilometer.